# Didaktische Muster
Didaktische Muster bzw. Entwurfsmuster (englisch pedagogical patterns) sind ein Weg, praxiserprobte Lösungsformen für wiederkehrende Probleme in Lehr-/Lernsituationen systematisch zu dokumentieren und klassifizieren. Ziel ist es, bewährtes Praxiswissen leicht verständlich zu dokumentieren, zu teilen und damit übertragbar für andere Kontexte zu machen. Das Beschreibungsformat geht ursprünglich auf den Architekten Christopher Alexander zurück.

## Überblick
Didaktische Entwurfsmuster (oft auch didaktische Pattern genannt) sind erprobte Lösungen für didaktische Probleme (etwa den Umgang mit heterogenen Lerngruppen, unterschiedliche Kenntnisstände der Lernenden, mangelnde Motivation usw.), die bei der Gestaltung neuer Lehr-/Lern-Szenarien wiederverwendet bzw. auf die Besonderheiten der jeweiligen Situation angepasst werden können.
Von Praxisberichten unterscheiden sich Entwurfsmuster durch ihre starke Strukturiertheit und ein gewisses Abstraktionsniveau. In Abgrenzung zu Lehrmethoden – die teilweise ebenfalls als Muster beschrieben werden können und wiederverwendbar sind – können sich didaktische Entwurfsmuster jedoch nicht nur auf Methoden, sondern auf alle Gestaltungsprozesse beziehen, beispielsweise Materialien, Lernräume, Curricula usw. Zudem sieht der Analyserahmen eines Entwurfsmusters vor, dass die Struktur einer Lösung nicht nur beschrieben, sondern auch einem passenden Kontext bzw. einer bestimmten Problemstellung zugeordnet wird.

## Beschreibung didaktischer Entwurfsmuster
Die systematische Darstellung von Entwurfsmustern erfolgt anhand von Kategorien, die leicht variieren können. Oft werden die folgenden Beschreibungselemente genannt:
- Name: Ein aussagekräftiger Name, der sich auf das Muster bezieht, ermöglicht schnelle Assoziationen und eine gute Auffindbarkeit.
- Kontext (Rahmenbedingungen, Wirk- und Einflussfaktoren): Hier wird beschrieben, in welcher Situation bzw. in welchem Rahmen das Entwurfsmuster hilfreich sein kann.
- Problem: Hier wird ein Kernproblem definiert, das in dem beschriebenen Kontext auftreten kann, und zu dessen Lösung das Entwurfsmuster beitragen kann.
- Lösung (ggf. mit weiteren Lösungsdetails, z. B. Abläufe, Stolpersteine, unterstützende Werkzeuge): Zunächst wird der Lösungsentwurf kurz und allgemein beschrieben. Im Anschluss folgt eine ausführliche Beschreibung, z. B. mit illustrierenden Beispielen, Lösungsvarianten oder ggf. neu entstehenden Problemen und Möglichkeiten, wie diese umgangen werden können.
- Folgen (Vor- und Nachteile, Folgeprobleme): Die Benennung positiver und negativer Konsequenzen einer Lösung unterstützt die Entscheidung, ob der beschriebene Ansatz für eine bestimmte Situation hilfreich und angemessen ist.
- Beispiele: Ziel des Entwurfsmusteransatzes ist es, erprobte Lösungsansätze zu identifizieren und zu beschreiben. Als Beleg sollten immer mehrere Good-Practice-Beispiele genannt werden.
- Verknüpfte Patterns: Durch die einführende Beschreibung des Kontexts wird explizit Bezug auf die Rahmung genommen. Liegen mehrere Muster vor, die im Gesamtzusammenhang gemeinsam zur Konstruktion komplexer Lösungsformen genutzt werden können, spricht man von einer Mustersprache.

Das Entwickeln von Entwurfsmustern trägt dazu bei, die eigene Lehre zu reflektieren und implizites Wissen explizit zu machen. Dabei kommen insbesondere qualitative Methoden zum Einsatz, z. B. teilnehmende Beobachtung, Interviews und Fokusgruppen. Das Beschreiben von Entwurfsmustern kann als Forschungsprozess betrachtet werden.
Auch wenn Pattern grundsätzlich durch die Identifikation bereits bestehender Lösungen entstehen, lässt sich der gestaltungstheoretische Ansatz von Entwurfsmustern auch für die Entwicklung neuer Lösungen nutzen, beispielsweise zur Entwicklung und Erprobung neuer Szenarien in Verbindung mit Design-Based Research und Scholarship of Teaching and Learning.

## Sammlungen didaktischer Entwurfsmuster
- Patternpool:[2] Das Portal bietet zahlreiche deutschsprachige didaktische Entwurfsmuster für den Hochschulbereich. Nutzerinnen und Nutzer können neue Muster schreiben und veröffentlichen. Projektziele sind der Ausbau der Inhalte, die Erhöhung der Reichweite sowie der Aufbau einer hochschulübergreifenden Community.
- Hybride Lernräume:[3] In dieser Rubrik des Portals e-teaching.org ist eine große Anzahl an deutschsprachigen Entwurfsmustern zur didaktischen und räumlichen Gestaltung hybrider Lernräume zusammengestellt. Dabei geht es darum Lösungen zu beschreiben, die dazu anregen, durch die gezielte Verknüpfung physischer und digitaler Lernumgebungen zeit- und -ortsvielfältige Lernszenarien umzusetzen.
- Pattern Languages of Programs (PLoP™) conferences:[4] In unterschiedlichen Konferenzreihen – im europäischen Raum beispielsweise der EuroPLoP[5] – werden didaktische und andere Entwurfsmuster von den Teilnehmenden gemeinsam entwickelt und anschließend veröffentlicht. Die Webseite der EduPLoP[6] bietet außerdem weiterführende Informationen zum Schreiben von Patterns sowie zu Pattern-Projekten und -Sammlungen.
- Katalog didaktischer Design Patterns:[7] Auf der Webseite sind didaktische Muster dokumentiert, die im Rahmen des baden-württembergischen Verbundprojekts „Virtualisierung im Bildungsbereich (VIB)“ sowie nach Projektabschluss an der Pädagogischen Hochschule Ludwigsburg entstanden.
- Pedagogical Pattern Project:[8] In diesem inzwischen abgeschlossenen Projekt, einem der ersten zu didaktischen Entwurfsmustern, wurden insbesondere Erfahrungen bei der Programmier-Ausbildung in objektorientierten Sprachen, systematisch erschlossen und inzwischen in Buchform publiziert.[9] Einige Muster beziehen sich spezifisch auf die Vermittlung von Kompetenzen zur Softwareentwicklung, die meisten sind jedoch auch in anderen pädagogischen Kontexten anwendbar.

## Weiterführende Literatur
- Reinhard Bauer: Didaktische Entwurfsmuster. Der Muster-Ansatz von Christopher Alexander und Implikationen für die Unterrichtsgestaltung. Internationale Hochschulschriften, Band 628. Waxmann, Münster 2015, ISBN 978-3-8309-3369-4
- Reinhard Bauer, Peter Baumgartner: Schaufenster des Lernens. Eine Sammlung von Mustern zur Arbeit mit E-Portfolios. Waxmann, Münster 2012, ISBN 978-3-8309-2643-6
- Joseph Bergin, Jutta Eckstein et al. (Hrsg.): Pedagogical Patterns: Advice For Educators. CreateSpace Independent Publishing Platform, Compact Edition. 2012, ISBN 978-1-4791-7182-8
- Christian Kohls, Joachim Wedekind (Hrsg.): Investigations of E-Learning Patterns: Context Factors, Problems and Solutions. Hershey, New York, IGI Global 2011, DOI:10.4018/978-1-60960-144-7